# Đorđe Perišić
Đorđe Perišić (ur. 6 maja 1941 w Kotorze) – piłkarz wodny. W barwach Jugosławii złoty medalista olimpijski z Meksyku.
Mierzący 191 cm wzrostu zawodnik w 1968 wspólnie z kolegami triumfował w rywalizacji waterpolistów, była to jego druga olimpiada - w IO 60 startował jako pływak. W turnieju piłki wodnej brał udział również w IO 72.